# 小行星3314
小行星3314（3314 Beals）是一颗绕太阳运转的小行星，为主小行星带小行星。该小行星于1981年3月30日发现。

## 轨道参数
小行星3314的轨道半长轴为2.2180289 UA，离心率为0.045。